# 명당보국
명당보국(明堂保局)은 실제 풍수지리에 등장하는 용어로 이상적 환경으로서의 길지(吉地)를 일컫는 말이다.

## 개요
명당보국은 용(龍, 산맥), 혈(穴, 기가 뭉쳐 있는 곳), 사(砂, 작은 산들과 건물), 수(水, 강과 하천)에 의해서 둘러 싸인 곳을 말한다. 지리오결에서는 오결(五訣)로 나타내어 용혈사수향을 지칭한다. 풍수사는 보통 용혈사수는 풍수의 기본 요소이고 좌향(坐向)까지 포함하여 풀이한다. 보국의 지형 지세는 산포수회(山包水廻) 즉, 산과 물이 둥글게 감싸고돌아 혈이나 명당을 보호한다는 곳으로 알려져 있다.
이론에 의하면 보국이란 산이 사방을 감싸 그 안에 생기는 공간 전체를 말하는데 주변의 산수와 조화를 이루면 곧 명당이 된다는 이치이다. 즉, 명당(혈)을 보호해주는 성곽역할을 하고 있는 형국을 말한다. 혈을 중심으로 북쪽의 주산과 좌청룡, 우백호, 남주작, 바로 앞에 보이는 안산과 명당(혈)에서 흐르는 하천(물) 등 바라다 보이는 한 개의 울타리 안을 뜻한다는 것이다.

## 전해지는 이야기

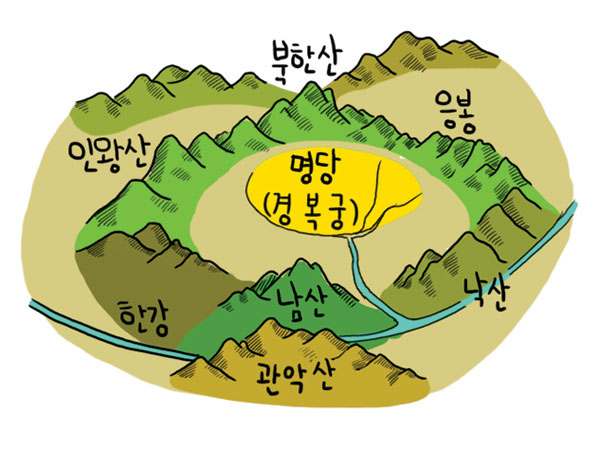
한양(서울)의 명당 입지

서울을 만들기 위해서 음인 용(산맥)은 백두산에서부터 천리를 넘게 온갖 변화를 하면서 행룡(行龍)해왔고, 양인 물 역시 남한강 북한강이 천리 밖에서부터 흘러나와 양수리에서 합류하여 한강을 이루고 서울을 휘어 감아 주니 산수교합 즉 음양교합이 완벽하게 이루어졌다고 한다.
명당으로 보는 이유로 서울의 내청룡(內靑龍)은 삼청터널 위로 혜화동, 동숭동, 이화동을 거쳐 이화여자대학교 병원이 있는 낙산까지 이어지는 능선인데 내백호(內白虎)는 북악산 우측으로 창의문(자하문), 인왕산, 무악재를 지나 금화터널 위로 이어지는 능선이며, 안산(案山)은 백호 능선이 이어져 북악산을 바라보고 서있는 남산이다.
경복궁 혈지를 중심으로 북쪽은 백악산(342m), 서쪽은 인왕산(338.2m), 남쪽은 남산(262m), 동쪽은 낙산(111m)이 둘러싸고 있어 내사산(內四山)을 이룬다. 또 외사산(外四山)은 북쪽에 서울의 진산인 북한산(810.5m), 동쪽에는 외청룡인 면목동의 용마산(348m), 서쪽에는 외백호인 행주의 덕양산(124.8m), 남쪽에는 서울의 조산인 관악산(629.1m)이 겹으로 둘러쌓여 큰 명당보국을 이루고 있다고 전해진다.
서울은 산세뿐만 아니라 물도 수태극(水太極)의 명당으로 이루어져 있다고 하는데 내당수인 청계천은 서북쪽인 북악산과 인왕산 사이에서 득수하여 서울을 감싸 안아주면서 동쪽으로 흘러 동쪽에서 서쪽으로 흐르는 대강수인 한강과 합류하여 서울 전체를 감아주어 태극의 형상을 하고 있다는 것이다.
수태극은 용의 생기를 가두어 밖으로 흩어지지 않도록 할뿐 아니라 여의도와 밤섬은 한강수의 유속을 조절하고 보국 안의 생기를 보호하는 섬으로 외수구(外水口) 역할을 하고 있다는 것이고 이처럼 서울은 풍수지리적으로 천하의 명당으로 한나라의 수도의 요건을 모두 갖추었을 뿐만 아니라 현대적 도시 요건으로도 큰산과 큰 강을 끼고 있어 세계 어디에 내놓아도 조금도 손색이 없는 곳으로 평가되고 있다.

건방(乾方,서북쪽)으로 떠올라 가는듯한 거북 모양의 용인시 지형

 또한 명당보국으로 회자되는 얘기중에「생거진천 사거용인」(生居鎭川 死居龍仁)이라는 말이 있는데 「살아서는 진천, 죽어서는 용인」이라는 뜻이다. 흔히 사람들은 이 말을 「살기에는 진천이 좋고, 죽어서 묻힐 장소로는 용인이 최고」라는 뜻으로 알고 있다. 그러나 잘못 알려진 얘기로 사거용인(死居龍仁), 사거용인(死去龍仁), 사후용인(死後龍仁) 등 얘기하는 사람마다 한자가 다르듯 용인의 자연환경이 수려하고 풍수적으로 명당의 조건을 갖추고 있다는 지역적인 해석일뿐 의미가 전혀 다르다.
진천에 사는 부인과 용인에 사는 부인이 나눠 있듯 판관의 명쾌한 결정에 따라 남자가 살아야하는 곳이 정해졌다는 얘기로 용인, 진천에 내려오는 설화이다. 그래서 「생거진천 사거용인」은 용인의 대표적인 설화로 세 유형으로 나뉜다. 첫 번째는 용인사람이 죽어 진천사람에게 접신하여 진천에 살다 죽은 유형, 두 번째는 용인 남편이 죽자 진천사람에게 재혼하여 진천에 살다 죽은 유형, 세 번째는 용인사람이 죽어 진천사람에게 접신하여 용인에 살다 죽은 유형이다. 잘못 전해진 설화겠지만 이제는 개발로 「생거진천 사거용인」은 옛 말이 된지 오래이다. 용인, 그중에서 수지는 동으로는 경기 광주, 북으로는 서울 분당, 남서로는 수원, 도심의 지하철로 서울 강남과 직접 연결되고 있기 때문이다.
특히 용인시의 지형은 현대를 사는 사람들의 보는 관점에 따라 금구몰니형(金龜沒泥形)이나 금구희미형(金龜戱尾形), 거구입해형(巨龜入海形), 영구음수형(靈龜飮水形), 영구입수형(靈龜入水形) 등으로 풀이하기도 한다. 금구몰니형(金龜沒泥形)은 금거북이가 진흙땅에 묻힌다는 것으로 알을 낳으려고 뻘 흙을 파고드는 형세라는 뜻이고 금구희미형(金龜戱尾形)은 금거북이가 꼬리치며 놀고있는 형국, 거구입해형, 영구음수형, 영구입수형은 산을 내려오는 영험한 거북이의 형태와 같다거나 바다에 들어가는 형세나 물을 마시는 모습으로 보는 생각에서 옛부터 회자되어 왔다. 더구나 한강으로 입수하여 서해(황해)로 향해가는 모습이어서 새로운 의미를 느끼게 해주는 지형이다. 바로 중국의 발전으로 호혜상승하여 많은 알을 낳게하고 있다는 해석에서 나올만한 형세이다. 풍수를 비과학적으로 보는 관점에서는 아전인수격으로 볼 수 있는 문제이지만 천재가 태어날 명당 터, 명당이 많다는 용인에 비결로 전해지는 문헌으로 『만산도』(萬山圖)란 책이 있다는 사실에서 재해석을 가능하게 해주고 있다.
풍수지리설에 따라 전국에서 명당이라고 할 만한 곳을 그림으로 그려서 보여 주고 명당이 되는 이유를 설명한 책인데 내용은 다음과 같다. ‘경기도 용인의 우측에 고총(古塚)의 땅이 있는데 묘 입수(卯入首)에 묘좌(卯坐)이다. 병수 신파(丙水 辛破)인데 내룡의 기세가 매우 좋고 청룡과 백호가 뻗어 내려 서로 만났으니 신동이 태어나고 명재상이 끊이지 않을 땅이다.’ 이처럼 용인은 법화산·부아산·백운산 등에 많은 명당터가 있어 고관대작들이 서로 다투어 조상의 묏자리를 잡아 ‘생거진천 사거용인’이란 말이 생겨났다고 전해진다.

## 같이 보기
- 풍수
- 도선

## 참고 문헌
- 「풍수지리학원리」, 명당(明堂), 경암 신영대 저, 경덕출판사(2004년판)

- 이 문서에는 다음커뮤니케이션(현 카카오)에서 GFDL 또는 CC-SA 라이선스로 배포한 글로벌 세계대백과사전의 내용을 기초로 작성된 글이 포함되어 있습니다.